# Budyłówka
Budyłówka (ukr. Будилівка) – dawna wieś, obecnie północno-zachodnia część wsi Kuropatniki na Ukrainie w rejonie tarnopolskim (do 2020 brzeżańskim) należącym do obwodu tarnopolskiego.
Stanowi geograficznie odrębną jednostkę osadniczą względem Kuropatnik, położoną na lewym brzegu Ceniwki.

## Historia
Budyłówka to wieś, stanowiąca w XIX wieku gminę jednostkową w Bezirk Brzeżan, liczącą w 1854 roku 27 mieszkańców; od 1867 w powiecie brzeżańskim. Następnie połączona z Kuropatnikami w jedną gminę.
W II Rzeczypospolitej w powiecie brzeżańskim województwa tarnopolskiego, od 1934 w zbiorowej gminie Brzeżany. Po wojnie w ZSRR.